# 2008 في كولومبيا
فيما يلي قوائم الأحداث التي وقعت خلال عام 2008 في كولومبيا.

## رياضة
- 25 مايو – طواف كولومبيا 2008 الفائزون Fabio Montenegro  [لغات أخرى]‏، أليخاندرو راميريز (دراج)، داروين أتابوما، أوسكار سبييا ريبيرا، ماوريسيو أورتيغا (دراج)، Giovanny Báez [الإنجليزية]‏، أرتور غارسيا (دراج فنزويلي)، GW–Shimano [الإنجليزية]‏.

## برامج ومسلسلات وأنمي
- الكارتل ..عصبة الأقوياء

## وفيات

### مارس
- 1 مارس – راؤول رييس (مواليد 1948)
- 21 مارس – غابرييل باريس غورديلو (مواليد 1910) سياسي كولومبي.